# Gerrit Noordzij-prijs
De Gerrit Noordzij-prijs is een prijs voor letterontwerpen, vernoemd naar Gerrit Noordzij, die dertig jaar het vak voor letterontwerpers onderwees. De prijs, die eens in de drie jaar wordt uitgereikt, is een initiatief van de masteropleiding Type and Media en wordt georganiseerd door de Koninklijke Academie van Beeldende Kunsten en Museum Meermanno | Huis van het boek onder auspiciën van de Dr. P.A. Tiele-Stichting in Den Haag.

## Overzicht winnaars Gerrit Noordzij-prijs
- 2015: Cyrus Highsmith
- 2012: Karel Martens
- 2009: Wim Crouwel
- 2006: Tobias Frere-Jones
- 2003: Erik Spiekermann
- 2001: Fred Smeijers
- 1996: Gerrit Noordzij

## Gerrit Noordzij-prijs 2012
De Gerrit Noordzij-prijs 2012 ging naar typografisch ontwerper Karel Martens. Hij ontving de prijs op vrijdag 9 maart 2012 in de Koninklijke Academie van Beeldende Kunsten (KABK) uit handen van de laureaat 2009, Wim Crouwel. Martens gaf talloze boeken vorm en ontwierp omslagen voor de SUN –de Socialistische Uitgeverij Nijmegen-, postzegels, muntontwerpen, belettering van gebouwen, telefoonkaarten en deed typografische drukexperimenten. Daarnaast is hij sinds 1977 actief als docent, eerst aan de ArtEZ academie in Arnhem, daarna aan de Jan van Eyck Academie in Maastricht. Hij stichtte de WT, de Werkplaats Typografie, een masteropleiding typografie in Arnhem. In 2009 werd Karel Martens gastdocent aan de Yale University School of Art in New Haven, Connecticut voor de prestigieuze opleiding Graphic Design. Martens is herhaaldelijk bekroond voor zijn werk, onder meer met de Dr. A.H. Heineken Prijs voor de Kunst in 1996.

## Gerrit Noordzij-prijs 2009
Grafisch vormgever Wim Crouwel (Groningen, 1928) ontving de prijs in 2009. Hij is vooral bekend om zijn systematische en geordende aanpak. Hij is de typograaf van vaste stramienen en lettertypen en voert in zijn veelzijdige carrière een vorm van standaardisatie en industrieel denken in het ontwerpen door. In 1967 ontwerpt hij bijvoorbeeld het revolutionaire New Alphabet, een alfabet dat uitsluitend uit horizontale en verticale lijnen bestaat. Grote internationale bekendheid kreeg hij voor zijn ontwerp van het Nederlandse paviljoen op de wereldtentoonstelling in 1970 in Osaka. Crouwel was bijzonder hoogleraar industriële vormgeving aan de Technische Universiteit te Delft, daarnaast bleef hij adviseur bij Total Design en werd hij in 1981 directeur van Museum Boijmans Van Beuningen. Crouwel combineerde deze laatste functie met zijn hoogleraarschap in de kunst- en cultuurwetenschappen aan de Erasmusuniversiteit in Rotterdam.
Crouwel heeft belangrijke prijzen en onderscheidingen op zijn naam staan waaronder de Leopold II orde voor zijn ontwerp van het Benelux-paviljoen op de wereldtentoonstelling in 1958, de Piet Zwart Prijs van de BNO in 1991 en de Oeuvreprijs Vormgeving van het Fonds voor beeldende kunsten, vormgeving en bouwkunst in 2004. Daarnaast werd Crouwel in 1989 Officer of the most excellent order of the British Empire (OBE) en Ridder in de Orde van de Nederlandse Leeuw in 1993.

## Gerrit Noordzij-prijs 2006
Amerikaans letterontwerper Tobias Frere-Jones won de Gerrit Noordzij-prijs 2006. Frere-Jones ontwierp in de Verenigde Staten onder meer letterfamilies voor kranten. Zijn letterfamilies Poynter Oldstyle and Poynter Gothic worden door meer dan 350 kranten gebruikt.
Ook dat jaar bestond de prijs uit een object - toen gemaakt door vorig prijswinnaar Erik Spiekermann - en een tentoonstelling van eigen werk, twee jaar later te houden. De prijs werd uitgereikt door Else van Dijk, Wethouder van Cultuur in Den Haag, op 17 februari